# استان چهائر

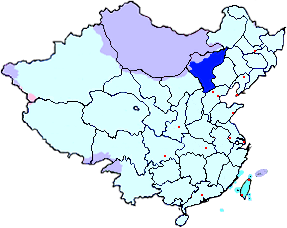
نمایی از نقشهٔ استان چاهار در جمهوری چین - ۲۰۰۷

چاخار (به مغولی: ᠴᠠᠬᠠᠷ) در نویسه‌های چینی سنتی: 察哈爾 در نویسه‌های چینی ساده‌شده: 察哈尔 در پین‌یین: Cháhā'ěr که با نام‌های چاهائر، چاهار یا قاهار هم شناخته می‌شود، یک استان در جمهوری چین بود که در بازهٔ سال‌های ۱۹۱۲ تا ۱۹۳۶ وجود داشت. بیشتر گسترهٔ این استان در مغولستان داخلی امروزی بود و نام آن هم برگرفته از چاخارهای مغولستان است.
در ۱۹۱۳ در سال دوم جمهوری چین (۱۹۴۹–۱۹۱۲)، منطقه ویژه اداری چاخار زیرمجموعه ای از استان ژیلی (Zhili) با ۱۱ شهرستان شد.